# The Susceptible Now
The Susceptible Now ist ein Jazzalbum von Tyshawn Sorey. Die wohl um 2023/24 entstandenen Aufnahmen erschienen am 11. Oktober 2024 in limitierter Auflage als Doppel-LP bzw. als Download auf Pi Recordings.

## Hintergrund
Der Schlagzeuger Tyshaen Sorey nahm das Album The Susceptible Now (deutsch Das anfällige Jetzt) mit dem Pianisten Aaron Diehl und dem Kontrabassisten Harish Raghavan auf. Diehl hatte bereits bei Soreys Album Mesmerism, The Off Broadway Guide to Synergism und Contuining mitgewirkt. Harish Raghavan und Tyshawn Sorey wiederum hatten zuvor bei Travis Reuters Album Quintet Music zusammengearbeitet. 
Die vier ausgedehnten Stücke des Album sind allesamt Fremdkompositionen; „Perersina“ schrieb McCoy Tyner für sein 1968 entstandenes Blue-Note-Album Expansions. A Chair in the Sky entstammt der Zusammenarbeit von Charles Mingus mit Joni Mitchell (Mingus, 1979). Your Good Lies schrieb der schwedische Gitarrist Daniel Gunnarsson; das letzte Stück Bealtine stammt von Brad Mehldau.

## Titelliste
- Tyshawn Sorey: The Susceptible Now (Pi 104)[1]

1. Peresina (MyCoy Tyner) – 15:22
2. A Chair in the Sky (Charles Mingus, Joni Mitchell) – 22:33
3. Your Good Lies (Daniel Gunnarsson) – 26:06
4. Bealtine (Brad Mehldau) – 15:23

## Rezeption

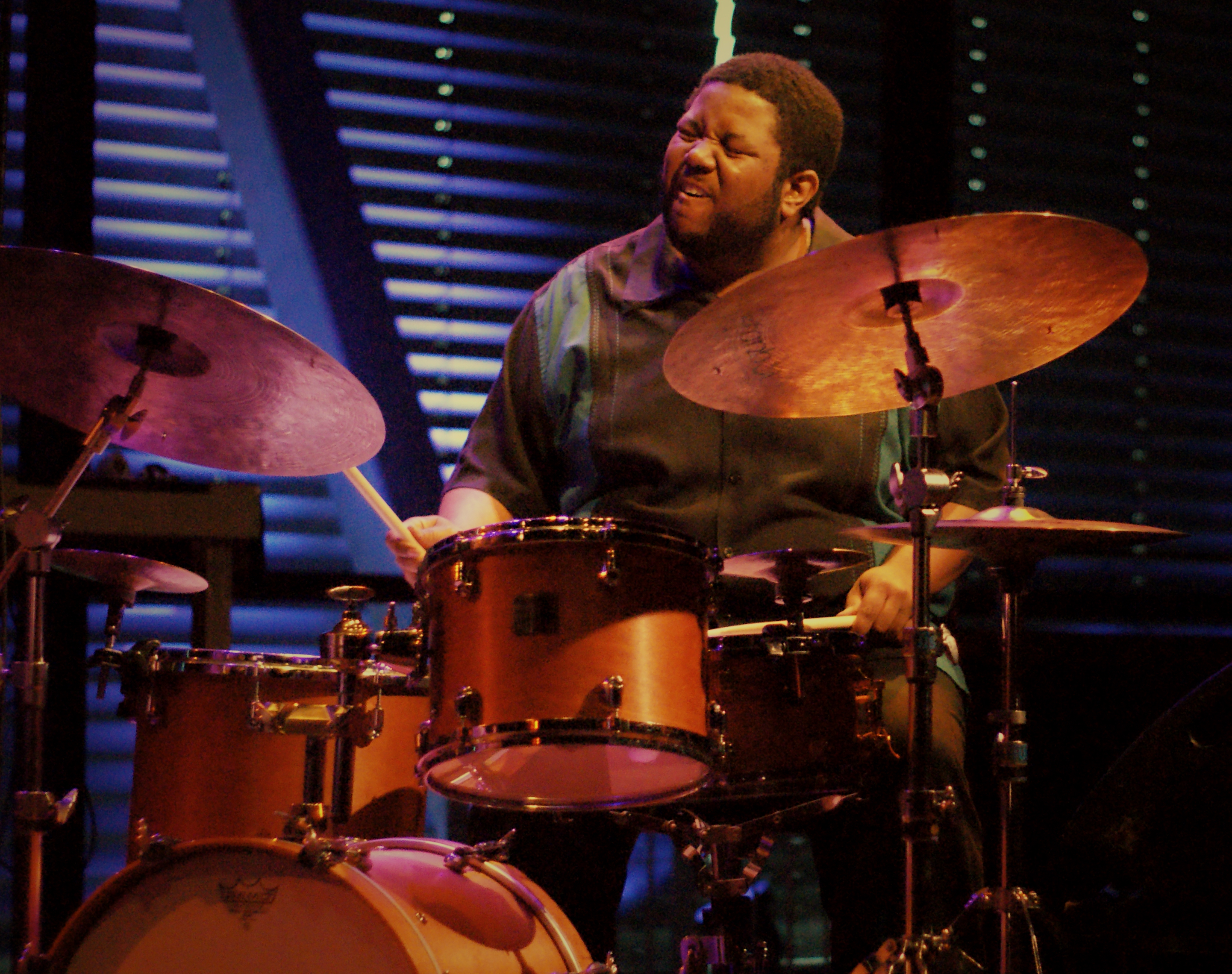
Tyshawn Sorey (2013)

Sorey würde die Kompositionen von McCoy Tyner, Joni Mitchell/Charles Mingus, Brad Mehldau und Vividry nicht als Roadmap betrachten, um auf Kurs zu bleiben, schrieb Dave Sumner (Daily Bandcamp). Stattdessen handle es sich bei The Susceptible Now um weite, offene Ebenen, die nur durch die Konturen die Originale ehren. Obwohl Sorey vor allem für die Musik der Gegenwart steht, würde er eine zeitlose Qualität und Intimität ausstrahlen, die über die Notwendigkeit hinausgeht, irgendwo auf der Jazz-Timeline eine Flagge zu setzen. Zusammen mit dem Pianisten Aaron Diehl und dem Kontrabassisten Harish Raghavan sei Soreys neuestes Album absolut großartig.
Zu den drei Vorgänger-Alben [gemeint sind Mesmerism, The Off-Off Broadway Guide to Synergism und Continuing] gebe es zwei entscheidende Unterschiede, schrieb Phil Freeman (Stereogum). Erstens würden sich die Stücke nahtlos ineinander fügen und das Album so zu einer einzigen 79-minütigen Suite machen. Zweitens handle es sich hier, anders als bei allen vorherigen Aufnahmen, nicht um spontan entstandene Meditationen über eine Melodie. Stattdessen habe Sorey die Originalstücke genommen und durchkomponierte neue Versionen davon geschrieben. Alle vier Stücke des Albums würden auf diese Weise dekonstruiert und rekonstruiert – Abschnitte wurden extrahiert und neu angeordnet, Tonarten und harmonische Progressionen wurden verändert. So beschreibe er beispielsweise die Überarbeitung von „Your Good Lies“, ursprünglich ein ziemlich geradliniger moderner R&B-Song, in 15 Abschnitte, „von denen einige streng auf verschiedene Arten der Trio-Interaktion ausgelegt sind.“
Schlagzeuger und Komponist Tyshawn Sorey würde sich intensiv mit den konventionellen Insignien des Piano-Trio-Formats auseinandersetzen, was er auf seinem bemerkenswerten Album Continuing entfesselt habe, schrieb Peter Margasak. Die Begeisterung für das präsentierte Material sei deutlich zu erkennen, was bedeute, dass der Zuhörer auch ein wenig tiefer in die Materie eintauchen muss, um die subtilen, hochmusikalischen Einfügungen, die jeder Musiker in die Formen einbringt, voll und ganz zu würdigen. Natürlich sei das Klavier die hervorstechendste Stimme, und Diehls technische Klarheit steigere nur die Kraft seiner Vorstellungskraft, als ob wir seinen kreativen Prozess in Zeitlupe beobachten könnten.